# Associação
Associação é uma organização resultante da reunião legal entre duas ou até mais pessoas, com ou sem personalidade jurídica, para a realização de um objetivo comum.

## Associativismo
A expressão associativismo designa, por um lado a prática social da criação e gestão das associações (organizações providas de autonomia e de órgãos de gestão democrática: assembleia geral, direção, conselho fiscal) e, por outro lado, a apologia ou defesa dessa prática de associação, enquanto processo não lucrativo de livre organização de pessoas (os sócios) para a obtenção de finalidades comuns. Este mesmo não deve ser utilizado para ferir susceptibilidades nem para ataques morais. Serve para servir os estudantes e o instituto ou local em causa.
O associativismo, enquanto forma de organização social, caracteriza-se pelo seu caráter, normalmente, de voluntariado, por reunião de dois ou mais indivíduos usado como instrumento da satisfação das necessidades individuais humanas (nas suas mais diversas manifestações).
Salomon (2009), citado por CNI (2013), apresenta o conceito de associativismo como a prática social que se refere à criação de associações, como entidades jurídicas, formais ou informais, reunindo pessoas físicas ou organizações para a representação e a defesa dos interesses dos associados.
Estas organizações de tipo associativo são o eixo de qualquer política de desenvolvimento, na medida em que constituem um pilar fundamental na construção de solidariedades, “são a expressão de uma forma de vida em comunidade, que favorece o exercício da democracia e da cidadania” (Coelho, 2008).
Em termos gerais, a prática associativa consiste na organização voluntária de pessoas, sem fins lucrativas, com o objetivo de satisfazer as necessidades coletivas ou alcançar os objetivos comuns, via cooperação. Esta forma de organização coletiva tem como objetivos reforçar os laços de amizade e solidariedade, reunir esforços para reivindicar melhorias na comunidade, defender os interesses dos associados, desenvolver interesses coletivos de trabalho, produzir e comercializar de forma cooperada, melhorar a qualidade de vida e participar no desenvolvimento da região na qual as associações estão inseridas.

### Princípios do associativismo
O SEBRAE – Serviço Brasileiro de Apoio às Micro e Pequenas Empresas defende que o associativismo se rege por um conjunto de princípios:
- Princípio da Adesão Voluntária e Livre

“As associações são organizações voluntárias, abertas a todas as pessoas aptas a usar os seus serviços e dispostas a aceitar as responsabilidades de sócio, sem discriminação social, racial, política, religiosa e de género”.
- Princípio da Gestão Democrática pelos Sócios

“As associações são organizações democráticas, controladas pelos seus sócios, que participam ativamente no estabelecimento das suas políticas e na tomada de decisões. Os homens e mulheres, eleitos como representantes, são responsáveis para com os sócios”.
- Princípio da Participação Econômica dos Sócios

Os sócios contribuem de forma equitativa e controlam democraticamente as suas associações através da deliberação em assembleia-geral.
- Princípio da Autonomia e Independência

“As associações são organizações autónomas de ajuda mútua, controlada pelos seus sócios”. Podem entrar “num acordo operacional com outras entidades, inclusive governamentais, ou recebendo capital de origem externa, devendo fazê-lo de forma a preservar o seu controlo democrático pelos sócios e manter a sua autonomia”.
- Princípio da Educação, Formação e Informação

“As associações devem proporcionar educação e formação aos sócios, dirigentes eleitos e administradores, de modo a contribuir efetivamente para o seu desenvolvimento”.
- Princípio da Interação

As associações podem satisfazer as necessidades dos seus sócios mais eficazmente e fortalecer o movimento associativista, se trabalharem juntas, através de estruturas locais, nacionais, regionais e internacionais.
- Princípio do Interesse pela Comunidade

“As associações trabalham pelo desenvolvimento sustentável das suas comunidades, municípios, regiões, estados e país através de políticas aprovadas pelos seus membros”.
Estes princípios são importantes não só, para as associações mas também, para a construção da sociedade. Estes contribuem para o desenvolvimento económico e social de uma sociedade cada vez mais solidária, democrática e com autonomia de gestão, como preconizado pelo Princípio do Interesse pela Comunidade.

### Associativismo empresarial - Perspectiva global
Partindo agora para uma vertente mais empresarial, o associativismo empresarial pressupõe que as empresas utilizam a cooperação/colaboração para defender e potencializar o seu segmento e melhorar as suas estratégias competitivas no mercado.
Decorre então, que o associativismo empresarial tem como objetivo principal promover as atividades económicas de uma região, defender os interesses dos empresários e cooperar com entidades públicas e privadas (Bonassi, 2003).
Bianchi (2007) considera que as associações empresariais surgem das “relações que os empresários estabelecem entre si, no ato da concorrência, motivando a coordenação de interesses empresariais individuais e setoriais, a fim de evitar práticas ou ações que comprometeriam a viabilidade do segmento”.

#### Motivações ao associativismo
De acordo com Battisti & Denuzi (2009) o associativismo pode funcionar como uma ferramenta estratégica para o crescimento empresarial. Por outras palavras, o associativismo potência a competitividade dos empresários que decidem cooperar/associar-se e consequentemente, aumenta as suas oportunidades de crescimento profissional individual e coletivo.
Bonassi (2003) considera que os principais motivos que levam as empresas a associarem-se são:
- Partilha de ideias e experiências para resolver problemas, com o objetivo de expansão e desenvolvimento do negócio;
- Elaboração de pesquisas de mercado e campanhas promocionais com vista a aumentar a sua competitividade no mercado;
- Procura de formação profissional, visando melhorias na gestão do negócio, na qualidade do trabalho e no atendimento dos clientes;
- Partilha de custos para obtenção de maiores lucros;
- Procura de independência e convergência de interesses.

#### Benefícios proporcionados pelo associativismo
Sob a perspectiva econômica, observa-se que a união de empresas permite-lhes obter melhores resultados, beneficiar de economias de escala, maior poder de negociação e redução de riscos. É por esta razão que os agentes econômicos procuram a cooperação para maximizarem a sua satisfação individual (Maeda & Saes, 2009). Estes autores defendem também que o sucesso da ação coletiva depende do seu tamanho, isto é, grupos menores tendem a promover melhores resultados aos indivíduos envolvidos, porque possuem maior facilidade de controlo e flexibilidade no ajustamento das ações.
Com base em Balestrin, Verschoore & Antunes (2010), citados por CNI (2013), é possível perceber a diversidade de benefícios que decorre do associativismo entre as empresas, sobretudo para as empresas de pequena dimensão, nomeadamente:
- Fortalecimento da capacidade de ação das empresas perante os mais diversos atores, através da união de esforços conjuntos;
- Obtenção de economias de escala e ganhos relativos ao poder de mercado, nomeadamente maior poder de negociação junto de fornecedores e de clientes;
- Criação e disponibilização de soluções coletivas, como por exemplo, serviços de garantia de crédito, prospecção de oportunidades de negócios, infraestruturas, desenvolvimento de produtos e sistemas de informação;
- Redução de custos e riscos relativos de ações e investimentos que podem ser assumidos coletivamente. Por exemplo, diminuição dos custos de prospecção, produção, informação e inovação;
- Acumulação de capital social pela partilha de normas e valores e pela criação de confiança entre os associados, proporcionando maior abertura para a discussão de problemas, igualdade na repartição dos resultados obtidos, partilha do poder, ajuda mútua e aprendizagem coletiva;
- Condições mais favoráveis nas atividades de inovação, facilitando a interação e a parceria com diversas instituições nacionais e internacionais, tais como: governo, centros de tecnologia, universidades e empresas de grande dimensão.

Para além dos benefícios anteriormente referidos, Bonassi (2003) considera que a associação de pequenos empresários proporciona-lhes não só, vantagens competitivas mas também, uma redução de custos de comunicação com o mercado e de despesas administrativas, oferece benefícios conjuntos na preparação dos empresários e trabalhadores e principalmente, favorece o poder de negociação junto de fornecedores.

#### Formas de associativismo empresarial
Foltran (2009) destaca cinco formas de associativismo empresarial, alegando que estas são as mais estudadas e referidas na literatura. Refere ainda, que a utilização de uma ou outra forma depende da estratégia e necessidade de cada empresa.
Deste modo, apresentam-se as cinco formas de associação empresarial:
- Acordos produtivos locais;
- Clusters;
- Consórcios empresariais;
- Parcerias estratégicas e alianças estratégicas;
- Núcleos setoriais.

Entende-se por acordos produtivos locais as aglomerações de agentes económicos, políticos ou sociais, localizados num determinado território que apresentam especialização produtiva e estabelecem relacionamentos de interação, cooperação e aprendizagem entre si e com outros atores locais, tais como, governo, associações empresariais, instituições de crédito, organizações de ensino e investigação (Albagli & Brito, 2003).
Os clusters são definidos como concentrações geográficas de empresas e instituições numa particular forma de competição. Estas empresas normalmente apresentam semelhanças nos produtos ou serviços oferecidos. A formação de empresas em clusters permite-lhes aumentar o seu nível de produtividade, têm acesso a informação especializada, tecnologia e instituições que potenciam a sua capacidade de inovação, beneficiam de um melhor acesso a fornecedores locais e recursos humanos especializados e experientes porque a proximidade geográfica facilita e melhora o fluxo de informação e comunicação (Porter, 1998).
O consórcio empresarial corresponde à união de várias empresas com a finalidade de executar determinado empreendimento, ficando cada empresa obrigada a responder apenas pelas obrigações assumidas e previstas no contrato celebrado (Miranda, 2010).
As parcerias ou alianças estratégicas são acordos estabelecidos entre dois ou mais parceiros que visam alcançar um objetivo comum, através da união de capacidades e recursos e da coordenação de atividades. Este tipo de associação empresarial implica algum grau de coordenação estratégica e operacional mútua, nomeadamente no que respeita a acordos de desenvolvimento conjuntos de produtos ou serviços, acordos de Investigação e Desenvolvimento (I&D), transferência mútua de tecnologia e acordos de cooperação na área de marketing (Teece, 1992).
Os núcleos setoriais distinguem-se de outras formas de associação por representarem a união de empresários de um mesmo setor que se reúnem para discutir problemas comuns e encontrarem soluções conjuntas (SEBRAE & CACB, 1994).

## A Lei

### Direito internacional
A Declaração Universal dos Direitos Humanos, aprovada em 10 de Dezembro de 1948 estipula na alínea 1 do Artigo 20 que "toda a pessoa tem direito à liberdade de reunião e de associação pacíficas.".
A Convenção Europeia dos Direitos Humanos, aprovada para ratificação, pela Lei nº 65/78, de 13 de Outubro, convenciona que "qualquer pessoa tem direito à liberdade de reunião pacífica e à liberdade de associação, incluindo o direito de, com outrem, fundar e filiar-se em sindicatos para a defesa dos seus interesses", e ainda que "o exercício deste direito só pode ser objeto de restrições que, sendo previstas na lei, constituírem disposições necessárias, numa sociedade democrática, para a segurança nacional, a segurança pública, a defesa da ordem e a prevenção do crime, a proteção da saúde ou da moral, ou a proteção dos direitos e das liberdades de terceiros."

### Direito português
A Constituição da República Portuguesa, aprovada em 2 de Abril de 1976, na redação que lhe foi dada pelas Leis Constitucionais n.º 1/82, de 30 de Setembro, n.º 1/89, de 8 de Julho. N.º 1/92, de 25 de Novembro, n.º 1/97, de 20 de Setembro e n.º 1/2000, de 20 de Novembro e 1/2004 de 24 de Julho, constitui no seu artigo 46º que "1. Os cidadãos têm o direito de, livremente e sem dependência de qualquer autorização, constituir associações, desde que estas não se destinem a promover a violência e os respectivos fins não sejam contrários à lei penal."; "2. As associações prosseguem livremente os seus fins sem interferência das autoridades públicas e não podem ser dissolvidas pelo Estado ou suspensas as suas actividades senão nos casos previstos na lei e mediante decisão judicial."; "3. Ninguém pode ser obrigado a fazer parte de uma associação nem coagido por qualquer meio a permanecer nela." e "4. Não são consentidas associações armadas nem de tipo militar, militarizadas ou paramilitares, nem organizações racistas ou que perfilhem a ideologia fascista"
O Artigo 51.º da aludida constituição completa, em especial no que concerne aos partidos políticos, que "1. A liberdade de associação compreende o direito de constituir ou participar em associações e partidos políticos e de através deles concorrer democraticamente para a formação da vontade popular e a organização do poder político."
Dá ainda destaque na alinea 3. do artigo 60º, aos direitos dos consumidores, em que constitui que "As associações de consumidores e as cooperativas de consumo têm direito, nos termos da lei, ao apoio do Estado e a ser ouvidas sobre as questões que digam respeito à defesa dos consumidores, sendo-lhes reconhecida legitimidade processual para defesa dos seus associados ou de interesses colectivos ou difusos."
O Código Civil Português (CCP), aprovado pelo Decreto-Lei n.º 47334 de 25 de novembro de 1966, protege igualmente a criação de associações.

### Direito brasileiro
Segundo o artigo 53 do Código Civil Brasileiro “constituem-se as associações pela união de pessoas que se organizem para fins não econômicos”.
Assim, quando regularmente registrada e constituída, a associação é uma espécie de pessoa jurídica na qual não há finalidade econômica. Ou seja, é formada por pessoas naturais (ou físicas como denominadas na área tributária) que têm objetivos comuns, exceto o de auferir lucro através da pessoa jurídica.
Por exemplo, no Brasil, as organizações não governamentais (ONGs) são, do ponto de vista legal, associações.
Portanto, há grande diferença entre associação e sociedade, pois nas sociedades (com exceção das cooperativas que têm regras específicas e diferenciadas) a principal finalidade é a obtenção de lucro.
No Brasil para se constituir uma pessoa jurídica como uma associação é preciso realizar alguns procedimentos legais para que a associação tenha personalidade jurídica. O processo de criação de associação no Brasil acontece com a reunião de pessoas que deliberam e decidem fundar uma entidade com personalidade jurídica. Toda associação tem um estatuto que é aprovado pela assembleia geral, convocada em edital publicado em mídia de acesso ao território que se planeja representar. O estatuto deve observar a disciplina do artigo 54 e seguintes do Código Civil e, assim como a ata, deve ser assinado por um advogado devidamente registrado na Ordem dos Advogados do Brasil. Depois de aceito o estatuto e a ata da reunião, assinada pelos presentes e descrito todos os responsáveis tais como presidente e secretário, eleitos pelos presentes. Depois desses eventos são encaminhados os documentos ao cartório, registra-se inscrição no Cadastro Nacional da Pessoa Jurídica, no Instituto Nacional do Seguro Social, na junta comercial do estado e na prefeitura da cidade sede onde obterá o alvará de licença de funcionamento. Os registros na junta comercial e no INSS só são necessários se a entidade praticar algum ato comercial.
Toda associação com personalidade jurídica é dotada de patrimônio e movimentação financeira, porém não poderá repartir o retorno econômico entre os associados, uma vez que será usada no fim da associação e nunca está sujeita à falência ou recuperação econômica.

## Distinção entre vários tipos de associação
Diferença entre associações com personalidade jurídica e associações sem personalidade jurídica ou comissões:
Há, antes de mais, que distinguir associações enquanto pessoas coletivas com personalidade jurídica das associações sem personalidade jurídica.
Constituição de Associações
Conforme estipulado na alínea 1 do artigo 167º do CCP, "O ato de constituição da associação especificará os bens ou serviços com que os associados concorrem para o patrimônio social, a denominação, fim e sede da pessoa coletiva, a forma do seu funcionamento, assim como a sua duração, quando a associação se não constitua por tempo indeterminado." - ver acima como legalizar uma associação.
Estatutos
Os estatutos, enquanto conjunto de regras que orientam e regem a atividade e caráter corporativo da associação, dão corpo ao que é, o que se pretende e como funciona a associação.
Está definido na alínea 2 do artigo 167º do CCP que "Os estatutos podem especificar ainda os direitos e obrigações dos associados, as condições da sua admissão, saída e exclusão, bem como os termos da extinção da pessoa coletiva e consequente devolução do seu patrimônio". Por exemplo, a Associação de Investidores Portugueses (ATM), tomada aqui como referência - dando corpo a essa obrigação e, sobretudo, à necessidade de gestão e orientação - tem estatutos bem definidos e de acordo com a Lei, mas também de caráter muito próprio de forma a seguirem os objetivos e especificações necessárias à satisfação das necessidades da associação e em resultado de todos os sócios.
Existem ainda atenções especiais a dar à forma como se organizam e gerem as associações, também regulado pelo CCP e que se distinguem, em especial, das associações sem personalidade jurídica e comissões especiais, como são exemplo os "Clubes de Investidores", respeitando estes, para além dos Estatutos e outros regulamentos internos, as disposições legais relativas às associações, à exceção das que pressupõem a personalidade destas. (alínea 1. art. 195º do CCP).
No Brasil, as associações têm sua disciplina legal nos artigos 53 a 61 do Código Civil.
Por exemplo, tanto as ONGs quanto as OSCIPS são espécies de associações civis, sendo que, no entanto, as OSCIPs são uma modalidade diferenciada, a qual tem mais requisitos (deveres) do que as demais espécies de associações e, em consequência, mais direitos.
Inclusive, as OSCIPs não se regem apenas pelos dispositivos do Código Civil, mas também pela Lei 9.790/1999, a qual é dedicada exclusivamente às OSCIPs e criou o termo de parceria, mediante o qual a organização pode celebrar termos de parceria com o Poder Público, condição que não ocorre no caso das ONGs. Além disso, algumas doações destinadas às OSCIPs têm benefícios fiscais, o que igualmente não ocorre no caso das ONGs.